# Opiorfin
Opiorfin je endogeno hemijsko jedinjenje koje je prvo izolovano iz ljudske pljuvačke. Inicijalna istraživanja na miševima su pokazala da ovo jedinjenje ima veći analgetski efekat od morfina.
Opiorfin deluje putem zaustavljanja normalnog razlaganja prirodnih analgetskih opioida u kičmenoj moždini, zvanih enkefalini. On je relativno mali peptid koji se sastoji od pet aminokiselina: Gln-Arg-Phe-Ser-Arg.
Opiorfin pentapetid potiče od N-terminalnog regiona proteina PROL1 (prolinom bogat, lakrimal 1). Opiorfin inhibira dve proteaze: neutralnu ekto-endopeptidazu (MME) i ekto-aminopeptidazu N.

## Literatura
1. 1 2 3  Dickinson DP, Thiesse M (1996). „cDNA cloning of an abundant human lacrimal gland mRNA encoding a novel tear protein”. Curr. Eye Res. 15 (4): 377—86. PMID 8670737.
2. ↑  Andy Coghlan (13. 11. 2006). „Natural-born painkiller found in human saliva”. New Scientist.
3. ↑  „Natural chemical 'beats morphine'”. BBC News. 14. 11. 2006.
4. ↑  Mary Beckman (13. 11. 2006). „Prolonging Painkillers”. Science. Архивирано из оригинала 12. 12. 2007. г. Приступљено 14. 05. 2011.
5. ↑  Stanovic S, Boranic M, Petrovecki M, Batinic D, Skodlar J, Nemet D, Labar B. Haematologia. 30 (1): 1—10. 2000. Недостаје или је празан параметар |title= (помоћ).
6. ↑  Thanawala V, Kadam VJ, Ghosh R (2008). „Enkephalinase inhibitors: potential agents for the management of pain”. Current Drug Targets. 9 (10): 887—94. PMID 18855623. doi:10.2174/138945008785909356.
7. ↑  Davies KP (2009). „The role of opiorphins (endogenous neutral endopeptidase inhibitors) in urogenital smooth muscle biology”. The Journal of Sexual Medicine. 6 Suppl 3: 286—91. PMC 2864530 . PMID 19267851. doi:10.1111/j.1743-6109.2008.01186.x.
8. ↑  Tian XZ, Chen J, Xiong W, He T, Chen Q (2009). „Effects and underlying mechanisms of human opiorphin on colonic motility and nociception in mice”. Peptides. 30 (7): 1348—54. PMID 19442408. doi:10.1016/j.peptides.2009.04.002.